# Käte Conen
Käte Conen (* 7. Juni 1940 in Pirna) ist eine deutsche Regisseurin. In ihrer 23-jährigen Tätigkeit beim Film realisierte sie in der DDR rund 40 Werbe- und Industriefilme für die DEFA.

## Leben und Werk
Käte Conen wurde in Pirna geboren und wuchs dort zusammen mit vier Geschwistern auf. Ihr Vater, ein promovierter Landwirt, starb wenige Tage vor ihrer Geburt. Im Alter von 18 Jahren bewarb sie sich an der Hochschule für Film und Fernsehen und wurde abgelehnt. Conen absolvierte stattdessen ein Praktikum bei den Kamerawerken Niedersedlitz. Anschließend studierte sie an der Pädagogischen Hochschule Dresden die Fächer Deutsch und Kunsterziehung. 1963 schloss sie das Studium ab. Danach wurde sie in Dorfchemnitz als Lehrerin eingesetzt, verzog jedoch kurze Zeit später nach Potsdam, um ihre dort lebende Mutter zu pflegen.
In Potsdam erhielt Käte Conen bedingt durch ihre erfolgreiches Kunststudium zunächst eine Anstellung als Puppenführerin und Trickzeichnerin für den populärwissenschaftlichen Film. Kurz darauf wurde sie Regiehilfe. Eine enge Arbeitsbeziehung entwickelte sich mit den Regisseuren Gerhard Jentsch und Manfred Gussmann. Ab 1968 verspürte Conen den Drang, eigene Filme zu realisieren. Conens Fachgebiet wurde der Industrie- und Werbefilm. Gleich mehrere Filme realisierte sie für den VEB Carl Zeiss Jena und die Automarke Wartburg. Zudem drehte sie wiederkehrend Werbespots für die Sendung Tausend Tele-Tips des Deutschen Fernsehfunks. Nur die wenigsten von Käte Conens Werbefilmen sind heute überliefert.
In einem biografischen Kurztext über die Regisseurin heißt es über ihr Schaffen: „Käte Conens Anspruch: Immer einen erzählerischen Dreh finden, keinen »08/15«-Film abliefern. Zugute kam ihr auch das Pädagogik-Studium. Ein »Erklärfilm« durfte nicht didaktisch sein.“ Wiederkehrend wurden Conens Werke ausgezeichnet. Ihr Film Photogrammetrie − Mit Licht messen gewann auf dem Internationalen Festival für Technikfilm in Budapest einen Preis. Auch auf dem Internationalen Außenhandelswerbefilm-Festival in Varna wurden mehrere ihrer Filme prämiert.
Zu Beginn der 1980er-Jahre drehte Conen mehrere Ausgaben für das Magazin Treffpunkt Kino. 1986 kam es bei Dreharbeiten zu künstlerischen Differenzen und Conen wurde die Regie entzogen. Sie beendete daraufhin ihre Regiekarriere und stieg in den Handwerksbetrieb ihres Mannes ein. Dort zeichnete sie Zäune und Fenstergitter, die ihr Mann anschließend umsetzte.

## Filmografie (Auswahl)
- 1974: Wie fahre ich einen Wartburg
- 1975: Photogrammetrie − Mit Licht messen
- 1976: Baumwollspinnerei Freundschaft
- 1976: Variationen zu Malimo
- 1982: Sket bietet an: Aderstraßen
- 1984: Zementanlagen aus der DDR
- 1986: Gläserne Frau (mit Wolfgang Heyer)